# Русалка (казка)
«Русалка» (нім. Die Wassernixe) — казка, опублікована братами Грімм у збірці «Дитячі та сімейні казки» (1812, том 1, казка 79). Казка походить з Ганау. Згідно з класифікацією казкових сюжетів Аарне-Томпсона має номер 313-А. Брати Грімм наводили оповідку «Коханий Роланд» як аналог до казки.

## Сюжет
Двоє дітей, брат і сестра, бавлячись, впали до колодязя. На дні вони зустріли русалку, яка ув'язнила їх та змушувала до тяжкої праці, водночас погано годуючи їх. Одної неділі русалка пішла до церкви, а діти використали її відсутність та втекли. Повернувшись додому, русалка почала переслідувати дітей. Діти помітили її здалеку. Сестра кинула позад себе щітку і перед русалкою виросла велика гора з колючими кущами. Русалка ледве крізь неї продерлася. Тоді хлопчик кинув свій гребінь з якого виросла гора з силою-силенною зубців. Однак і цю перешкоду русалка поконала. Тоді дівчинка кинула позад себе люстерко. Виросла на тому місці гора така слизька, що русалка не була в стані через неї пробратися і вирішила повернутися додому по сокиру. Та поки вона повернулася, діти вже були далеко. Русалка мусила припинити переслідування і піти назад у свій колодязь.